# Jonathan Summerton
Jonathan Summerton, född den 21 april 1988 i Kissimmee, Florida, USA är en amerikansk racerförare.

## Racingkarriär
Summerton flyttade tidigt till Europa för att tävla, och har bl.a. kört formel BMW ADAC, F3 Euroseries och A1GP för USA, där han vann ett race. 2008 tävlade han med framgång i Atlantic Championship hemma i USA. Han var med i mästerskapskampen hela säsongen, men blev till slut tvåa bakom Markus Niemelä. 2009 fokuserade Summerton på Indy Lights, där han fick en bra start på säsongen, men hans fortsatta medverkan var i juni i fara, sedan stallet haft problem att få sponsorer.